# Fédération européenne
La Fédération européenne est un État fédéral unique européen, imaginé par Robert Schuman et mis en avant dans sa célèbre déclaration Schuman du 9 mai 1950. La Fédération européenne est vue par Schuman comme le but de la construction européenne. Elle est pour son auteur, indispensable à la paix sur le « continent ».
L'établissement d'un État fédéral européen est également le but poursuivi par tous les mouvements fédéralistes européens.
Cet État est à rapprocher des États-Unis d'Europe, expression utilisée pour la première fois par Victor Hugo, le 21 août 1849.

## Extraits de la déclaration Schuman
- La mise en commun des productions de charbon et d'acier assurera immédiatement l'établissement de bases communes de développement économique, première étape de la Fédération européenne...
- ...l'institution d'une Haute Autorité nouvelle, dont les décisions lieront la France, l'Allemagne et les pays qui y adhéreront... réalisera les premières assises concrètes d'une Fédération européenne indispensable à la préservation de la paix.

## Compléments